# 蓋氏溝鰕虎魚
蓋氏溝鰕虎魚（学名：Oxyurichthys guibei），为背眼鰕虎科溝鰕虎魚屬下的一个种，為熱帶海水魚，分布於西印度洋留尼旺島海域，體長可達13公分，棲息在底層水域，生活習性不明。

## 扩展阅读
- 維基物種上的相關：蓋氏溝鰕虎魚